# Piton Lacroix
Le piton Lacroix est un sommet de montagne de l'île de La Réunion, un département d'outre-mer français dans l'océan Indien. Situé dans les hauts de la commune de Saint-Joseph, il culmine à 2 341 m d'altitude.